# Owen Chamberlain
Owen Chamberlain (San Francisco, 10 luglio 1920 – Berkeley, 28 febbraio 2006) è stato un fisico statunitense.
Ha ricevuto il premio Nobel per la fisica nel 1959 per la scoperta dell'antiprotone, insieme all'italiano Emilio Segrè.

## Biografia
Chamberlain è nato a San Francisco, ha conseguito la laurea alla Germantown Friends School di Filadelfia nel 1937. Successivamente ha studiato fisica al Dartmouth College, dove era membro della confraternita Theta Chi, e all'Università della California - Berkeley. Durante la Seconda guerra mondiale prese parte al Progetto Manhattan, nel 1942 iniziò a collaborare con Emilio Segrè, a Berkeley e a Los Alamos, Nuovo Messico. Nel 1943 sposò Beatrice Babette Copper (deceduta nel 1988), da cui ebbe quattro figli, successivamente sposò Steingart Greenfield (deceduta nel 1991), e infine Senta Pugh Gaiser.
Alla fine della guerra nel 1946, Chamberlain proseguì gli studi con un dottorato all'Università di Chicago, sotto la guida di Enrico Fermi. Fermi ricoprì la figura di tutor e mentore per Chamberlain, incoraggiandolo a passare dalla fisica teorica alla più interessante fisica sperimentale, per cui Chamberlain aveva maggiori attitudini.
Nel 1948, avendo finito il lavoro sperimentale, Chamberlain ritornò a Berkeley accettando il ruolo di professore che gli fu offerto, conseguì il Ph.D. nel 1949. Al Lawrence Berkeley National Laboratory, insieme a Segrè e ad altri fisici, compì una serie di esperimenti sugli urti protone-nucleone. Nel 1954 venne costruito il Bevatron, un grande acceleratore di particelle che accelerava protoni fino a circa 6 GeV, un'energia abbastanza grande da permettere la produzione dell'antiprotone negli urti. Il gruppo di fisici in cui lavoravano Chamberlain e Segrè, includeva Gerson Goldhaber e il fratello Maurice, un celebre teorico che sollevò dubbi sull'esistenza dell'antiprotone. Ad una festa Maurice Goldhaber scommesse 500$ che l'antiprotone non esistesse. Più tardi Chamberlain dichiarò:
Infatti nel 1955 al Bevatron venne scoperto l'antiprotone, l'antiparticella del protone, caratterizzata da carica opposta e stessa massa. Chamberlain e Segrè ricevettero il premio Nobel per la fisica nel 1959 per questa scoperta. Conseguì il Guggenheim Fellowship nel 1957 con l'obiettivo di fare studi sull'antimateria presso l'Università di Roma. Nel 1958 venne nominato Professore di Fisica presso l'Università della California - Berkeley, e ricoprì il ruolo di Loeb Lecturer all'Università di Harvard nel 1959.
Negli anni successivi, collaborò agli studi sulle interazioni degli antiprotoni con l'idrogeno, il deuterio e altri elementi, che portarono nel 1956 alla produzione dell'antineutrone, l'antiparticella del neutrone. Nel 1960, insieme ai professori Carson Jeffries e Gilbert Shapiro, effettuò esperimenti pionieristici sui protoni polarizzati per studiare la dipendenza dello spin di una vasta gamma di processi di alta energia, compreso lo scattering di pioni e protone su protoni polarizzati, la determinazione della parità degli iperoni, e un test sulla simmetria T nello scattering elettrone-protone.
Successivamente i suoi lavori di ricerca si concentrarono sulle TPC (Time Projection Chamber), collaborò anche con lo Stanford Linear Accelerator Center (SLAC) e con il Bevalac, sulle interazioni dei nuclei leggeri con bersagli nucleari.
Nel 1985 gli fu diagnosticato il morbo di Parkinson, quindi nel 1989 si ritirò dall'attività di insegnamento. A 85 anni, morì a Berkeley per alcune complicazioni dovute alla malattia, il 28 febbraio 2006.

## Attivismo politico
Chamberlain fu attivo anche in politica per la pace e la giustizia sociale, schierandosi contro la guerra del Vietnam. È stato fellow della American Physical Society e membro della National Academy of Sciences. Sostenne anche l'associazione Scientists for Sakharov, Orlov, and Shcharansky, che lottava per liberare tre fisici dell'ex Unione Sovietica, imprigionati per le loro opinioni. Negli anni ottanta, collaborò a fondare il nuclear freeze movement. Infine nel 2003 fu uno dei 21 premi Nobel a firmare l'Humanist Manifesto, pubblicato dalla American Humanist Association (AHA).

## Pubblicazioni
- Chamberlain, Owen; Segrè, Emilio; Wiegand, Clyde; Ypsilantis, Thomas, (ottobre 1955). Observation of Antiprotons, Lawrence Berkeley National Laboratory (ex Radiation Laboratory), Università della California.
- Chamberlain, Owen; Segrè, Emilio; Wiegand, Clyde, (novembre 1955). Antiprotons, Lawrence Berkeley National Laboratory, Università della California.
- Chamberlain, Owen; Keller, Donald V.; Mermond, Ronald; Segrè, Emilio; Steiner, Herbert M.; Ypsilantis, Tom, (luglio 1957). Experiments on Antiprotons: Antiproton-Nucleon Cross Sections, Lawrence Berkeley National Laboratory, Università della California.
- Chamberlain, Owen, (dicembre 1959). The Early Antiproton Work (Nobel Lecture), Lawrence Berkeley National Laboratory, Università della California.
- Chamberlain, Owen, (settembre 1984). Personal History of Nucleon Polarization Experiments, Lawrence Berkeley National Laboratory, Università della California.